# Ana de Siria
María Ana Siria Díaz-Delgado, más conocida como Ana de Siria (15 de diciembre de 1879-Madrid, 15 de diciembre de 1951), fue una actriz española.

## Biografía
Su carrera teatral debió de iniciarse a principios del siglo XX. En 1903, forma parte de la compañía de la prestigiosa actriz María Álvarez Tubau y su esposo, el dramaturgo Ceferino Palencia.  Algunas de las obras del repertorio de la compañía incluían "La Corte de Napoleón", "Thermidor"; "Pepita Tudó", "La Castellana" y "La Dama de las Camelias". El año 1904, Ana de Siria se une a la compañía de Luis Echaide, que lleva a escena obras de los Álvarez Quintero, como "La Dicha Ajena" o "El Amor en el Teatro", de Benavente, con "Al Natural" o de Galdós, como "El Abuelo". El siguiente año trabaja en la compañía de Emilio Armengod. Con esta compañía interpreta el papel de Fuensanta en la obra "El Loco de Dios" y el de Blanca en "Malas Herencias". El 30 de octubre de 1905, contrae matrimonio con el actor Félix Infiesta Marcos, y en 1906, nace su hijo Julio, que luego también desarrollaría una carrera como actor.